# Abuko Nature Reserve
Der Abuko Nature Reserve (deutsch Abuko-Naturschutzgebiet) ist mit einer Größe von ungefähr 102 Hektar das bekannteste Naturschutzgebiet im westafrikanischen Staat Gambia.

## Topographie
Das im Jahr 1968 eingerichtete Naturschutzgebiet liegt etwa drei Kilometer südlich vor dem Ballungsraum Kombo-St. Mary Area in der West Coast Region und ist über die South Bank Road, die weiter nach Brikama im Süden führt, aus gut zu erreichen. Er liegt etwa zwanzig Kilometer südlich vom Zentrum Serekunda entfernt bei dem Ort Abuko. Das Gelände hat nahezu eine rechteckige Grundfläche und verläuft, vom Eingang aus gesehen, nach Südwest bis nahe an den Flughafen Banjul International Airport.
Das etwa hundert Hektar (die Angaben schwanken) große Naturschutzgebiet liegt beidseitig am Ufer des kleinen Flusses Lamin Bolong, der ein Nebenfluss des Gambia-Flusses ist. Durch mehrere kleinere Staustufen, die dadurch Teiche bilden, fließt er in nordöstlicher Richtung zu den Mangrovenwäldern. Durch die Perioden innerhalb des Jahres, zwischen Regenzeit und Trockenzeit, ist auch die Größe des Lamin schwankend. In der Trockenzeit trocknet das Flussbett ganz aus und der Teich, der Bambo Pool (Bambo heißt in der Sprache der Mandinkas Krokodil), verliert deutlich an Fläche.
Das Naturschutzgebiet ist nur zu Fuß zu erkunden; auf dem beschilderten Rundgang, der etwa drei Kilometer lang ist, liegen ein paar Beobachtungspunkte, in denen man die Tiere versteckt in Ruhe beobachten und fotografieren kann.

## Geschichte
Das Naturschutzgebiet entstand an der Quelle von Abuko, der später zu dem kleinen Fluss Lamin wird. Durch die Einfriedung für die Wassergewinnung im Jahr 1916 verdichtete sich der Galeriewald und der Bestand des Wildes vergrößerte sich merklich. Anwohner nutzten heimlich das Gelände und verschafften sich durch den Zaun Zugang. Sie ließen ihr Vieh weiden, gewannen Palmwein und wilderten. Als 1967 eine Raubkatze sich ebenfalls an der Jagd beteiligte, erhofften sich die Anwohner Hilfe des Forstbeamten Eddie Brewer. Der Beamte machte sich vor Ort ein Bild des Geländes und war begeistert, dieses Stück tropischen Regenwaldes in der umgebenden Savannenlandschaft zu finden.
Mit Unterstützung von Brewer, der später zum Naturschutzdirektor ernannt wurde, wurde dann im März 1968 von der Regierung Gambias das Gelände auch tatsächlich als Naturreservat eingestuft. Im Jahr 1978 wurde das Gelände von 73 Hektar auf 102 Hektar erweitert und mit Hilfe der internationalen Naturschutzorganisation World Wildlife Fund (WWF) wurde der Park durch einen bis zu drei Meter hohen Zaun geschützt.
Die Umzäunung wurde 2007 mit einer 8,9 Millionen Dalasi (rund 254.000 Euro) teuren Investition erneuert. In der Vergangenheit flüchteten Tiere aus dem Gebiet und wurden in den nahegelegenen Orten gesichtet.

## Flora
Die Flora besteht aus einer typischen Savannenlandschaft und Galeriewald, wobei dieser ein Drittel der Fläche ausmacht. Das Naturschutzgebiet ist das botanisch umfangreichste Beispiel im ganzen Land. Typische Bäume, die bis zu dreißig Meter hoch werden, sind: Afrikanische Ölpalme (Elaeis guineensis), Afrikanischer Mahagoni (Khaya senegalensis), Tali (Erythrophleum guineense), Iroko (Chlorophora regia) und Anthocleista djalonensis. Einen dichten grünen Teppich über tote Bäume hat die Liane (Saba senegalensis) überzogen. Die Mandinkas nennen sie Kaba und ihre Früchte sind essbar.

## Fauna

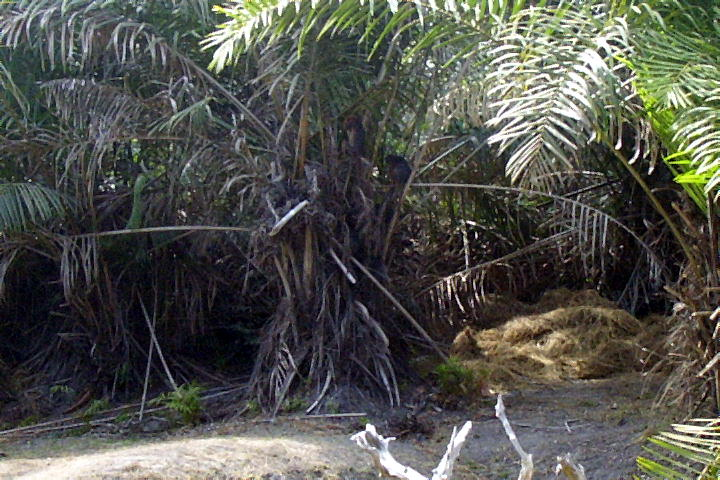
Westafrikanischer Stummelaffe
(Piliocolobus badius)

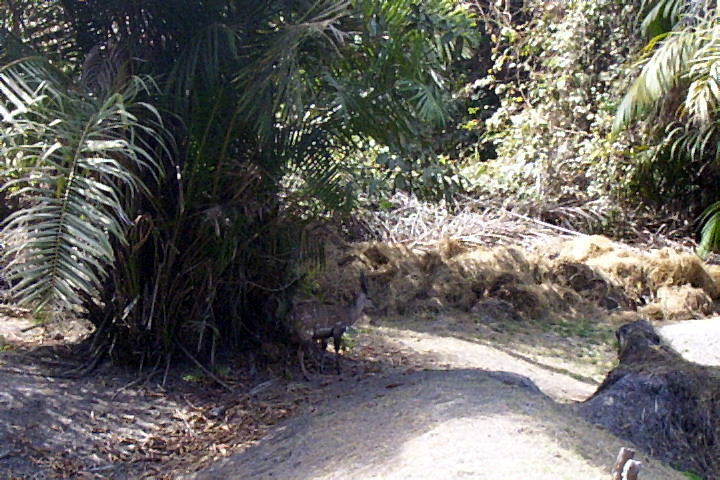
Buschbock
(Tragelaphus s.scriptus)

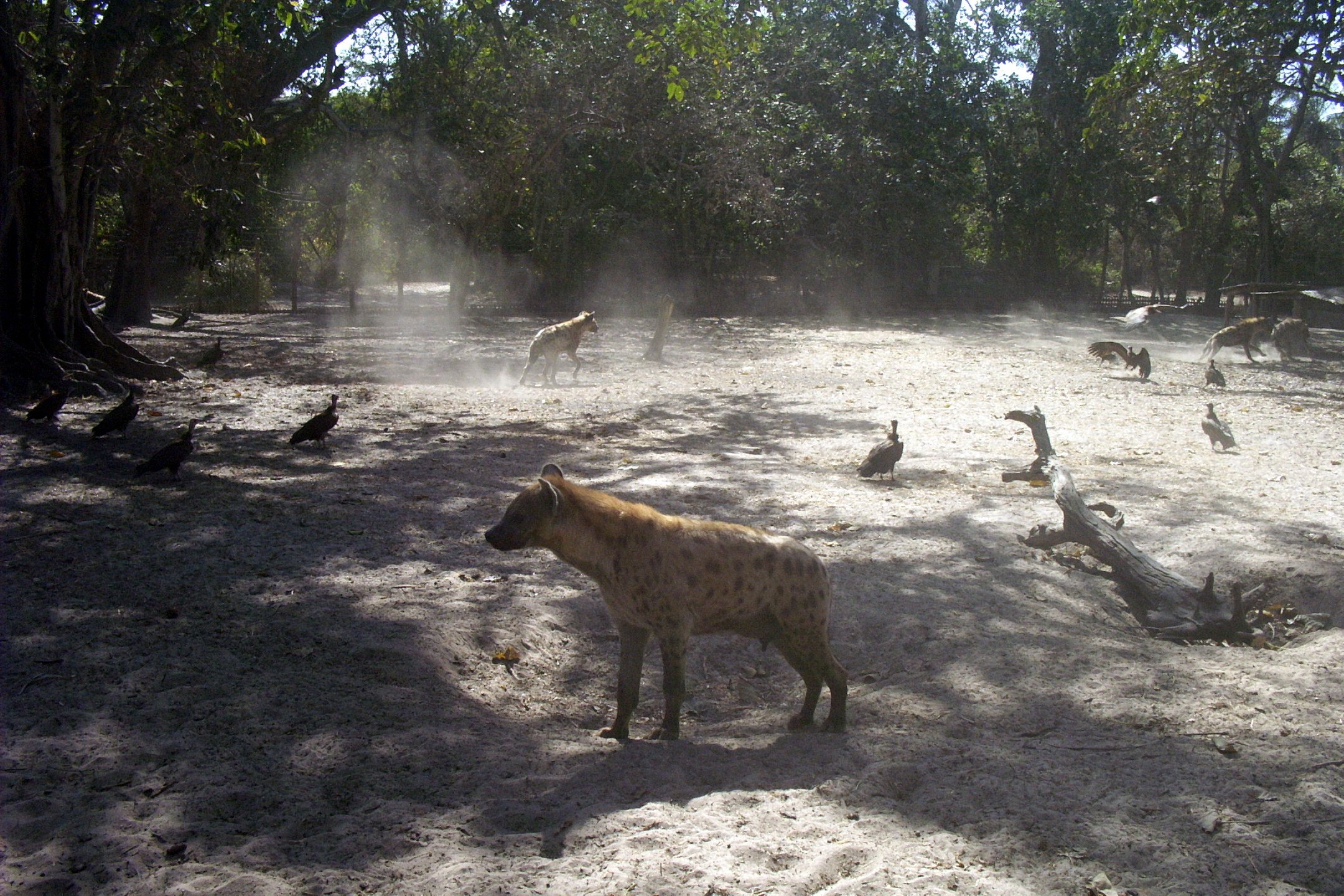
Hyänen (Crocuta crocuta) und Geier

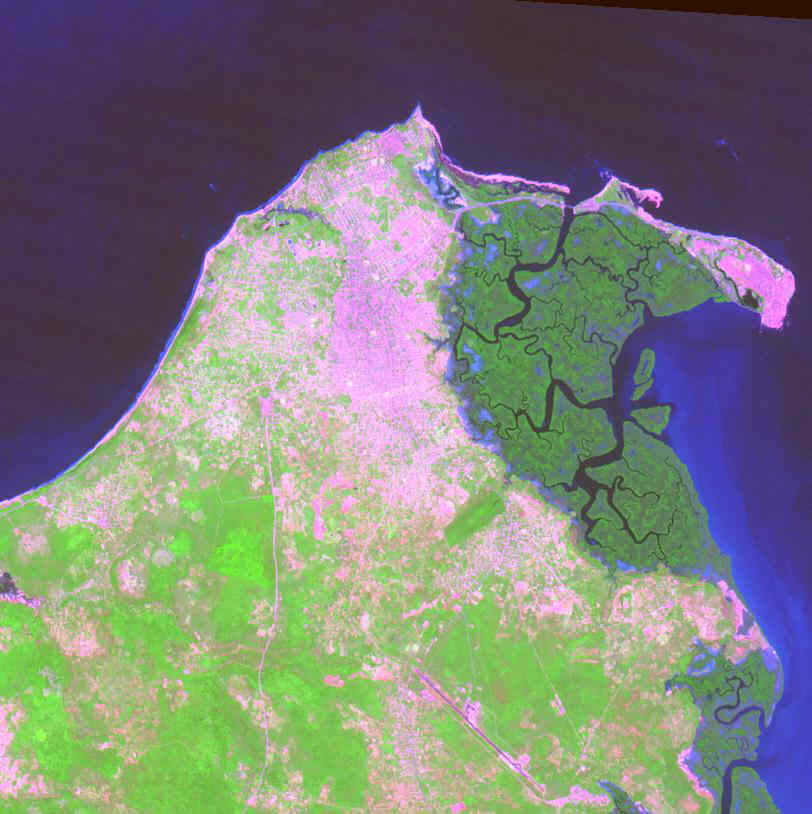
Der Abuko Nature Reserve vom All aus (die grüne Fläche in der Mitte, südwestlich der Mangroven)

Am einen Ende des Geländes sind mehrere Gehege, diese dienen als Waisenhaus für hilfsbedürftige Tiere. Darunter ist auch ein Gehege, in denen ein Rudel Hyänen (Crocuta crocuta) gehalten wird. Für den Besucher werden sie gefüttert, wobei sie sich dann um die Beute mit den Geiern streiten müssen. In einem anderen Gehege kann man aus nächster Nähe Löwen sehen, sie kommen in Gambia in freier Wildbahn aber nicht mehr vor. Schimpansen, die früher im Reservat aufgezogen worden, sind nun auf der Baboon Island ausgewildert. Ferner kann man Buschböcke, verschiedene Affenarten und Landschildkröten beobachten.
In dem Reservat selber wird man häufig Affen, zum Beispiel Meerkatzen und Husarenaffen, begegnen. Außerdem finden sich Stachelschweine, Buschbock (Tragelaphus scriptus), Ducker, Galagos (Galago senegalensis) und Nilkrokodile (Crocodylus niloticus) und mehrere Schlangenarten.
Die westafrikanische Region Senegal und Gambia ist bekannt für ein sehr artenreiches Vorkommen von vielzähligen Vögeln. Etwa 270 verschiedene Arten lassen sich hier gut beobachten, die BirdLife International listet folgende Vögel für dieses Habitat:
- Rotschenkelsperber (Accipiter erythropus), Ahantafrankolin (Francolinus ahantensis), Weißfleckenralle (Sarothrura pulchra), Guineaturako (Tauraco persa), Elstertoko (Tockus fasciatus), Termitenspecht (Campethera nivosa), Scherenschwanzschwalbe (Psalidoprocne obscura), Sumpf Greenbul (Thescelocichla leucopleura), Uferbülbül (Pyrrhurus scandens), Graukopfbleda (Bleda canicapillus), Graukehl-Tropfenvogel (Nicator chloris), Oliv-Camaroptera (Camaroptera chloronota), Grünmantel-Sylvietta (Sylvietta virens), Grünhylia (Hylia prasina), Schäpperwürger (Megabyas flammulatus), Senegalparadiesschnäpper (Terpsiphone rufiventer), Rotbauch-Nektarvogel (Nectarinia coccinigaster), Zweifarbenschwärzling (Nigrita bicolor), Rotbrust-Samenknacker (Spermophaga haematina) und Rotkehlweber (Malimbus nitens).

## Tourismus
Das Abuko-Naturschutzgebiet ist ein großer Anziehungspunkt für Touristen. Von den mehr als 100.000 Touristen, die pro Jahr in das Land einreisen, besuchen etwa ein Drittel auch dieses Naturschutzgebiet. Für den Eintritt in das Naturschutzgebiet wird ein moderater Eintrittspreis verlangt, wobei es für die einheimische Bevölkerung noch eine deutliche Ermäßigung gibt.
In der Darwin Field Station, etwa 300 Meter vom Eingang entfernt, befindet sich im Reservat eine kleine naturkundliche Ausstellung. Das Gebäude wurde im Jahr 2004 grundlegend saniert, nachdem das über 30 Jahre alte zahlreiche Reparaturen nötig hatte. Das Gebäude bildet auch das Hauptquartier des Makasutu Wildlife Trust.
Das Reservat mit der Darwin Field Station ist auch Ziel zahlreicher einheimischer Schulklassen. Dabei wird Gambias Jugend vermittelt, wie wichtig Naturschutz ist.
Die BBC-Dokumentation aus dem Jahr 1989 Jewel in the Sun (deutsch Titel: Das Juwel in der Savanne) thematisiert in dem 30-minütigen Zusammenschnitt die Flora und Fauna Gambias und zum großen Teil den Abuko Nature Reserve.